# Odludek albo mizantrop

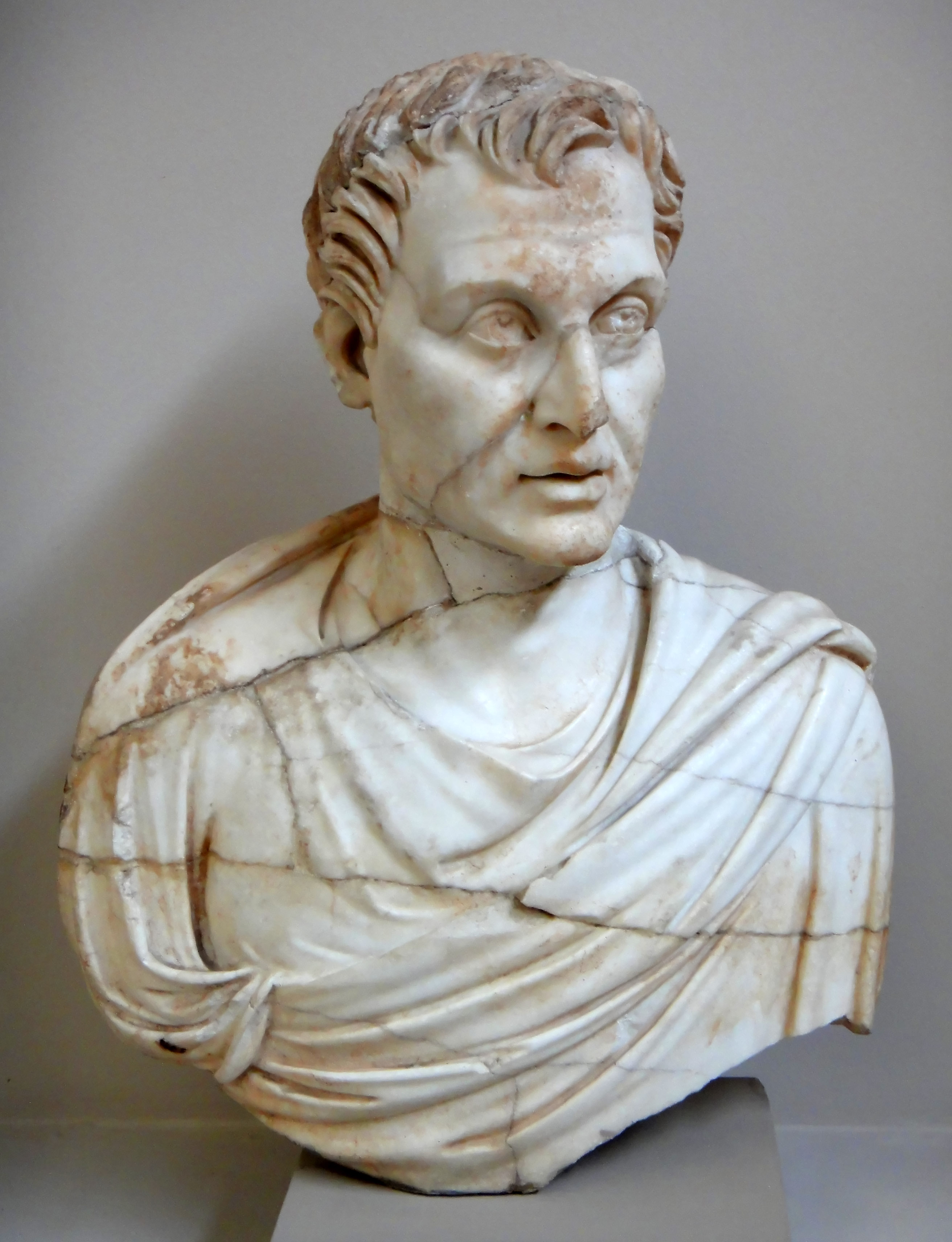
Popiersie Menandra z IV w., Muzeum w Efezie

Odludek albo mizantrop (gr.: Δύσκολος ἢ Μισάνθρωπος, Dyskolos e Misanthropos) – jedyna zachowana w całości komedia Menandra, napisana w 317/316 roku p.n.e.
Odludek jest wczesną sztuką Menandra. Opowiada dzieje miłości bogatego młodzieńca, Sostrata, do pięknej córki zgryźliwego starca, Knemona. Liczne zabiegi Sostrata o rękę ukochanej nie dają rezultatu, do czasu, gdy Knemon, wskutek nieszczęśliwego wypadku, zmuszony jest poprosić o pomoc. Doświadczywszy własnej ograniczoności, zgadza się ostatecznie na ślub córki. Odludek jest komedią charakteru. Cała intryga sztuki osnuta jest wokół postaci zgryźliwego i złośliwego starca ze wszystkich sił broniącego swojej samotności. Komizm utworu budują powracające sceny dobijania się do drzwi i Knemonowych połajanek. Tekst utworu zaginął pod koniec starożytności, odnaleziony w drugiej połowie XX wieku, został opublikowany w 1959 roku.

## Dzieje utworu
Odludek powstał w roku 317/316 p.n.e. Wraz z całą spuścizną Menandra zaginął pod koniec starożytności, kiedy to dorobek komediopisarza, ze względów językowych, uległ stopniowemu zapomnieniu. W 1959 roku Martin Victor wydał pełny tekst utworu z Papirusu Bodmera 4. Okoliczności odnalezienia papirusu i jego zakupu przez bogatego szwajcarskiego kolekcjonera Martina Bodmera nie są znane. Kodeks składający się z 16 kart podwójnych, to jest z 64 stronic, zawierał trzy sztuki Menandra: Kobietę z Samos, Odludka i Tarczę. Początek i koniec kodeksu uległy zniszczeniu. Znajdujący się w środku tekst Odludka zachował się w całości. Kodeks został spisany na przełomie III/IV wieku. Tekst sądząc po liczbie pomyłek i błędów był książką spisaną na prowincji do użytku szkolnego.
Odkrycie pierwszej całej sztuki Menandra wywołało lawinę tłumaczeń (po francuskim, szwedzkim i duńskim z 1959, włoskie i niemieckie z 1960, francuskie z 1962, włoskie i niemieckie z 1963, rosyjskie z 1964, angielskie z 1965). W połowie 1959 roku sztuka została nadana przez radiofonię duńską i szwedzką. 5 czerwca 1959 roku miała miejsce nowożytna premiera utworu w Theâtre de Carouge w Genewie w ramach obchodów 400-lecia Uniwersytetu Genewskiego. Jako drugi wystawił Odludka Teatro Olimpico z Vicenzy. Od tego czasu utwór był wielokrotnie wystawiany na wielu scenach świata. Premiera polska miała miejsce w Wałbrzychu, w grudniu 1960 roku w Państwowym Teatrze Dramatycznym w inscenizacji Ireny Byrskiej. Jako słuchowisko nadano sztukę po raz pierwszy w II programie Polskiego Radia 9 marca 1974.

## Treść

### Akt I
Akcja utworu rozgrywa się w gminie attyckiej Fyle na północny zachód od Aten, u podnóża góry Parnes, przy drodze do Teb. U stóp góry znajduje się grota poświęcona bożkowi Panu, a obok dwa samotne domostwa. Sztukę rozpoczyna prolog, w którym Pan przedstawia jej bohaterów: attyckiego chłopa Knemona, prawdziwie nieczłowieczego człowieka, który stroni od ludzi, z żoną nieustannie się kłócił, aż uciekła od niego do syna z pierwszego małżeństwa, Gorgiasza. Odtąd Knemon mieszka samotnie z córką i służącą. Czczącą Pana i nimfy dziewczynę, bożek chce wynagrodzić wzbudzając dla niej miłość w sercu zamożnego młodzieńca Sostrata.
Sostratos przybywa pod dom dziewczyny, ale nie śmie zapukać do jej drzwi. Inicjatywę przejmuje jego towarzysz Chajreas, który wysyła sługę Pyrrias, by się wywiedział wszystkiego o pannie u jej ojca. Pyrrias wpada po chwili, uciekając przed Knemonem, który obił go i obrzucił ziemią i kamieniami, za to że wszedł na jego teren. Radzi czym prędzej uciekać. Chajreas proponuje, żeby odłożyć rozmowę z Knemonem na bardziej stosowną chwilę, po czym na widok nadchodzącego wieśniaka umyka. Wchodzący Knemon żałuje, że nie ma jak Perseusz skrzydeł, żeby nie spotykać ludzi i cudownej tarczy, którą by mógł intruzów zamieniać w głazy. Na widok Sostrata chroni się do swojej chaty, z której wychodzi jego córka, zmartwiona, tym że niani urwało się wiadro i wpadło do studni, a ojciec potrzebuje wody. Zachwycony jej widokiem Sostratos ofiaruje się zaczerpnąć dla nie wodę ze źródła nimf. Rozmawiających ze sobą napotyka Daos, sługa Gorgiasza i postanawia powiadomić swego pana, brata dziewczyny, o tym co widział. Przed nadchodzącym bractwem wyznawców Pana chroni się w domu. Następuje pieśń chóru.

### Akt II
Gorgiasz łaje sługę, że nie wywiedział się kim jest obcy i nie stanął w obronie czci jego siostry. W trakcie ich rozmowy nadchodzi Sostratos, który nie spotkawszy swego sługi Gety, u którego chciał się poradzić, postanawia bezpośrednio rozmówić się z ojcem dziewczyny. Gorgiasz z początku wzywa go, by nie gardził ubogimi i by nie hańbił jego siostry i ostrzega, że gniew skrzywdzonego biedaka jest trwalszy niż gniew bogacza. Sostratos zarzeka się jednak, że przyszedł tu w uczciwych zamiarach, prosić o rękę panny. Gorgiasz, odmalowawszy charakter Knemona, zapewnia Sostrata, że w swym wytwornym płaszczyku nie ma u Knemona żadnych szans, może jednak liczyć na poparcie Gorgiasza. Sostratos natomiast godzi się pomóc Gorgiaszowi przekopać pole, w nadziei, że zobaczy ukochaną i będzie mógł porozmawiać z jej ojcem. Tymczasem nadchodzi Getas z najętym kucharzem Sikonem. Mają przygotować ofiarę dla Pana i ucztę dla ofiarodawczyni, matki Sostrata i jej domowników. Matce przyśniło się, że bożek Pan zakuł jej syna w kajdany, założył mu na grzbiet kożuch i każe kopać motyką w polu. Ofiara ma odwrócić nieszczęście. Następuje pieśń chóru.

### Akt III

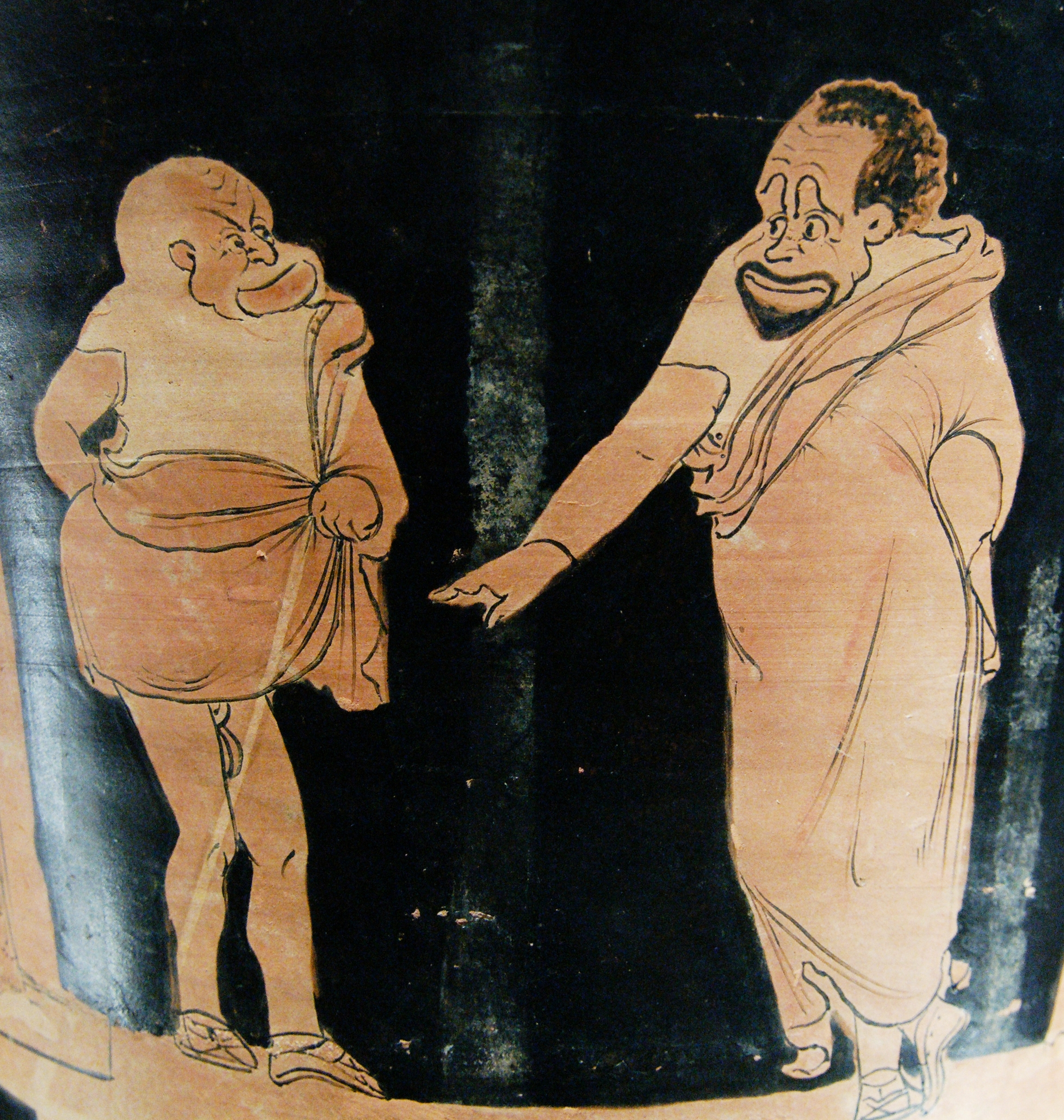
Pan i jego niewolnik. Rysunek na kraterze 350-340 przed Chr.

Wychodzący do pracy w polu Knemon natyka się na nadchodzących ofiarników: matkę Sostrata z córką i sługami. Rozeźlony chroni się do chaty. Ponieważ kobiety zapomniały kociołka, Getas puka do drzwi Knemona, by go pożyczyć. Rozwścieczony najściem Knemon łaje go i obiecuje obić następnego natręta. Niezrażony niepowodzeniem Gety Sikon sam próbuje pożyczyć naczynie. Kiedy jednak Knemon zamierza się na niego, ucieka. Zbolały Sostratos wraca z pola, utrudził się nad siły, a panny nie zobaczył. Ogorzałego od słońca, Getas nie umie zrazu rozpoznać. Dowiedziawszy się o przygotowywanej przez matkę uczcie ofiarnej, Sostratos postanawia zaprosić do stołu Gorgiasza i jego sługę, by zyskać w nich dzięki gościnie stronników. Tymczasem z chaty Knemona wypada nieszczęśliwa Simiche, która próbując wyciągnąć ze studni wiadro, uwiązaną na sznurze motyką, upuściła i motykę, a teraz boi się gniewu pana, który chce kopać w polu i pomstuje z powodu braku narzędzia. Z chaty wypada za nią Knemon i grozi, że ją samą przywiąże do sznura i spuści do studni. Getas oferuje mu pomoc, ale Knemon lży go tylko i wbiega do chaty. Sostratos, Gorgiasz i Daos udają się do groty na poczęstunek. Następuje kolejna pieśń chóru.

### Akt IV
Z chaty wybiega przerażona Simiche. Knemon podczas próby wyciągnięcia wiadra i motyki sam wpadł do studni. Simiche prosi Sikona o pomoc, ale ten ani myśli wchodzić w drogę Knemonowi. Z groty wychodzą Gorgiasz i Sostratos i udają się w stronę studni. Sikon nie kryje satysfakcji, że został przez bogów pomszczony. Sostratos oczarowany widokiem swej wybranki, trzy razy wypuszcza sznur z rąk. Ostatecznie Gorgiaszowi udaje się wyciągnąć Knemona. Spojrzawszy śmierci w oczy, Knemon przekonuje się, że nie wystarczy sam sobie w każdej sytuacji. Bezinteresowność postępowania Gorgiasza, tyle razy przezeń przepędzanego, każe mu też zmienić zdanie na temat motywów ludzkiego działania. Uznając swą pomyłkę, prosi Gorgiasza, by wziął w opiekę jego córkę i znalazł jej męża, bo on sam pewnie nie wybierze dla niej nikogo. Gorgiasz, korzystając z okazji, przedstawia Knemonowi Sostrata i wychwala jego pracowitość. Knemon odchodzi do swej chaty, dając coś w rodzaju zgody. Wobec tego Gorgiasz zaręcza pannę Sostratowi. Nadchodzi Kallipides, ojciec Sostrata, w którym Gorgiasz rozpoznaje zamożnego i pracowitego rolnika. Ojciec i syn wchodzą do groty posilić się i porozmawiać. Na scenę wkracza chór, by zaśpiewać swą pieśń.

### Akt V
W akcie V Sostratos nakłania ojca, by wyraził zgodę na małżeństwo jego siostry z Gorgiaszem. Wygłasza przy tym mowę o wyższości posiadania przyjaciela nad ukrytym w ziemi skarbem. Kallipides ostatecznie ustępuje. Gorgiasz opiera się jednak przed wzięciem za żonę Plangon. Chce sam dorobić się majątku. Kallipides nie upiera się – Gorgiasz może wziąć Plangon z lada jakim posagiem. Wszyscy udają się do groty, by wziąć udział w uczcie przed mającymi nastąpić nazajutrz zaślubinami. Z domu Knemona wychodzi Simiche, która chce przed ślubem porozmawiać jeszcze z panienką i prosi Getę, by posiedział przy łóżku chorego Knemona. Getas z Sikonem postanawiają odbić sobie na starcu doznane przykrości, a przy okazji skruszyć trochę jego trudny charakter. Wynoszą go więc z łóżkiem i zaczynają walić w drzwi, przechodząc jeden drugiego w prośbach o pożyczenie rozmaitych przedmiotów. Zbudzony ze snu Knemon miota się, ale nie umie przegnać intruzów. Sikon z Getą pastwią się nad nim do woli, wreszcie Getas proponuje mu, by dał się zanieść do groty pomiędzy ucztujących, jeśli nie chce dalej znosić ich zabawy. Knemon ustępuje. Getas, ciesząc się z poskromienia krnąbrnego starca, zwraca się do publiczności, by oklaskami nagrodziła dzieło i do Nike Zwycięskiej, by zawsze była przychylna autorowi.

## Galeria postaci

### Starcy
Główny bohater utworu, Knemon, ma wręcz karykaturalny charakter. Jest przede wszystkim zgryźliwcem (tak najwierniej można przetłumaczyć tytuł dramatu), zgorzkniałym i złośliwym biedakiem, o którym w „Prologu” Pan mówi, że to nieczłowieczy człowiek. Menander nie kształtuje go na czarny charakter. To bieda i ciężka praca uczyniły go człowiekiem z kamienia. W przełomowej chwili swego życia Knemon widzi swoje błędy i decyduje się przekazać swój los i los bliskich w inne, lepsze ręce.
Drugi ze starców, Kallipides, pojawia się pod koniec sztuki, co nie pozwoliło Menandrowi tej postaci szerzej rozwinąć. Jednak i w nim udało mu się pokazać nieco indywidualnych rysów. Kallipides jest tolerancyjny wobec ludzi, z łagodną ironią traktuje zamiary i zapał syna, niecierpliwi się, lubiąc sobie podjeść, że musi czekać na posiłek.

### Młodzieńcy

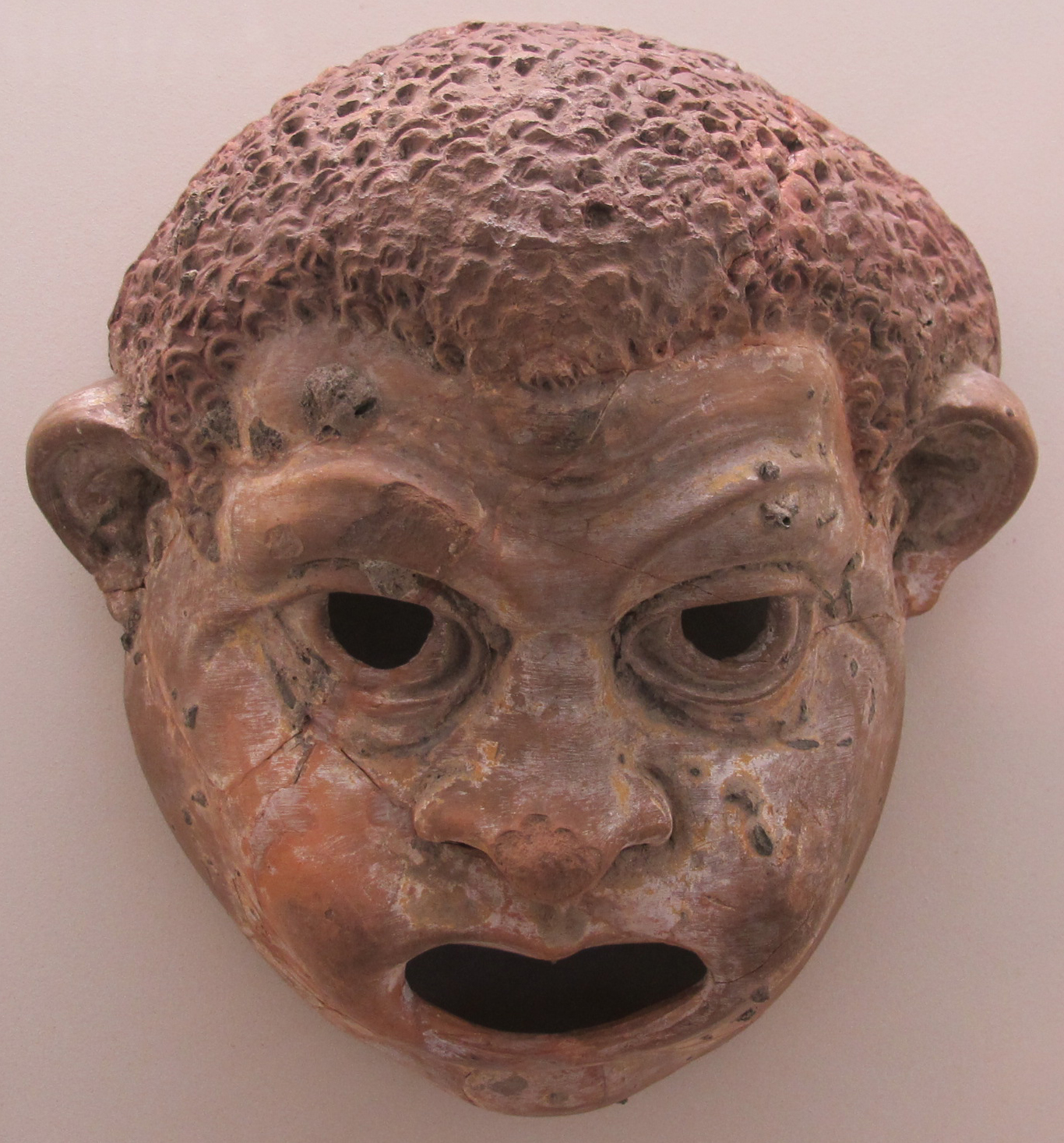
Maska postaci z nowej komedii, III-II wiek

Sostratos z Gorgiaszem stanowią parę niemal klasycznych bohaterów komediowych. Modyfikacja polega na tym, że zniewieściały i rozpieszczony przez matkę Sostratos nie jest jednak hulaką, ani rozpustnikiem. Zakochawszy się od pierwszego wejrzenia, jest gotów ponieść niemałe trudy i wyrzeczenia. Jest nieżyciowy, łatwo daje się oszukać Gorgiaszowi i Daosowi, a jego trud niewiele daje. Bez trudności obdarza zaufaniem i przyjaźnią. Unosi się honorem. Uważa za naturalne wygodne warunki życiowe, jakie zapewnił mu ojciec.
Gorgiasz, doświadczywszy biedy i trudów jest raczej nieufny. Troszczy się o ojca i siostrę. Stać go na poświęcenia. Jest w zamyśle autora prawdopodobnie najbardziej pozytywnym z bohaterów, a przez to osobą nudną i rezonującą. Ma swoją ambicję: nie chce brać nazbyt majętnej żony, ale też nie chce być równocześnie biedakiem i głupcem, dlatego po krótkim oporze bierze jednak Plangon za żonę. Nie zawiera jak Sostratos małżeństwa z miłości. Idzie mu raczej o wzmocnienie więzi rodzinnych i zapewnienie sobie lepszego bytu.

### Niewiasty
Córka Knemona, główna postać kobieca Odludka nie ma imienia. Wychowana bez matki, przez ojca dziwaka, jest wolna, co w sztuce się podkreśla, od zepsucia przez kobiety. Jest bardzo piękna. Sostratos na jej widok od razu traci głowę, a potem co chwilę wychwala jej urodę. Jest też pobożna – czci nimfy i Pana, za co bożek udziela jej nagrody, rozkochując w niej Sostrata. Kiedy zjawia się na scenie jest zalękniona o los starej piastunki, boi się ojca, ogarnia ją też trwożne zawstydzenie na widok nieznanego młodzieńca. Kocha swojego groźnego ojca, troszczy się o niego i bardzo przeżyw jego wypadek.
Rozwiedziona żona Knemona jest postacią niemą, przedmiotem troski synowskiej Gorgiasza. Wiadomo o niej, że była dwukrotnie zamężna, i że nie mogąc znieść charakteru Knemona, potrafiła od niego odejść. Postacią z repertuaru raczej tragicznego niż komicznego była w dramacie attyckim piastunka, wychowawczyni dzieci, najczęściej wyzwolenica, dzieląca los swoich państwa. W Odludku postać piastunki, starej Simiche, jest ledwie zarysowana. Sługa Knemona, wychowawczyni jego córki jest osobą zabiedzoną, sterroryzowaną przez pana, nieporadną i stale lamentującą.

### Niewolnicy
W Odludku występują trzej niewolnicy. Najprymitywniejsza jest postać Pyrriasa, którego rola wypełnia się w ucieczce (servus currens) i zebraniu razów od Knemona. Daos, sługa Gorgiasza, służy wiernie swemu panu i córce Knemona. Dzieli biedę swego chlebodawcy, pozostaje nieufny i podejrzliwy. Inaczej przedstawia się Getas, niewolnik miejski, sługa rodziny Sostrata. Świetnie zna słabostki swych państwa, doświadczony i obrotny, nie znosi wysiłku, za to przepada za posiłkami. W finale sztuki wraz z kucharzem Sikonem organizuje nauczkę dla Knemona.

### Inni
Dopełnieniem tej grupy osób jest pasożyt Chajreas, występujący krótko w I akcie utworu. Chajreas nie jest interesowny, raczej nad miarę usłużny i zadufany w sobie. Ostatecznie z lęku przed Knemonem bierze nogi za pas, co wskazuje, że Menander dążył do ukazania indywidualnego charakteru, a nie stereotypowej postaci.

## Charakterystyka utworu
Odludek dzieli się klasycznie dla nowej komedii greckiej na pięć aktów przedzielonych występami chóru pijanych młodzieńców, którzy w I akcie są nazwani pijanymi Panistami, to jest czcicielami Pana. Kanoniczna dla ówczesnego dramatu jest też jedność miejsca i czasu akcji, co podkreśla Sostratos pod koniec sztuki: bo do małżeństwa doszedłem w dzień jeden. Dużą rolę w strukturze dramatu odgrywa prolog wygłaszany przez Pana, bóstwo wprawdzie drugorzędne, ale mogące dzięki swemu statusowi, oprócz ekspozycji historii Knemona i jego rodziny, zapowiedzieć także to, co nastąpi, jako że sam pokieruje biegiem wydarzeń. Pan zapowiada, że aby wynagrodzić za pobożność córkę Knemona, wzbudzi do niej uczucie w sercu syna młodego zamożnego ojca i choć na tym zapowiedź urywa, dla widzów staje się jasne, że uczucie to doprowadzi do małżeństwa. Pozostaje tylko śledzić jak do tego dojdzie. W tym miejscu prologu Menander wychyla się przekornie zza postaci Pana i dodaje: To główne punkty, a co do szczegółów, Jak chcecie patrzcie, a popatrzeć chciejcie.
Komizm Odludka częściowo czerpie z dorobku komedii starej. Reliktem komedii dawnej są awantury sceniczne, kłótnie, bójki, ucieczki. Stopniowanie upadku wiadra, motyki i samego Knemona miało prawdopodobnie wzór w komedii Aleksisa Do studni. Sceny, takie jak z opornym baranem, dawały aktorom okazję do błazeńskich popisów w stylu cyrkowym, szczególnie że baranem była zapewne kukła zręcznie poruszana przez aktora. Źródłem uciechy publiczności były też balety komiczne jak w finale Odludka, dobijanie się do drzwi, połajanki otwierających, które pojawiały się już w Acharniakach. Charakterystyczne dla wcześniejszych sztuk Menandra jest oparcie komizmu sztuki na charakterze głównego bohatera. Umiejętność karykaturalnego charakteryzowania postaci pozostaje znakiem rozpoznawczym dramatopisarza. W Odludku każdy kontakt z Knemonem jest okazją do automatycznego wybuchu złości starego zgryźliwca. Artysta sięga też umiejętnie po komizm sytuacyjny, komizm „diabła na sprężynce” polegający na powtarzaniu tej samej sytuacji: ponawiane nachodzenie Knemona przez Getę i Sikona, czy, wspomniane już, stopniowanie wpadania do studni. Inną odmianą komizmu sytuacyjnego jest „komizm marionetek” polegający na tym, że postaci działając, jak im się wydaje, swobodnie, w istocie są kukiełkami w ręku innych, jak choćby manipulowany przez bóstwo Sostratos, czy Knemon w ręku Gety i Sikona.